# Antun Palić
Antun Palić, né le 25 juin 1988 à Zagreb en Croatie, est un footballeur croate. Il évolue  au poste de milieu offensif au Sheriff Tiraspol.

## Biographie
Antun Palić joue en Croatie, en Chypre, en Thaïlande, en Slovénie, en Roumanie, et en Belgique.

## Palmarès
- Champion de Croatie en 2011 et 2012 avec le Dinamo Zagreb
- Finaliste de la Coupe de Roumanie en 2016 avec le Dinamo Bucarest
- Vainqueur de la Coupe de la Ligue roumaine en 2017 avec le Dinamo Bucarest